# Архиепархия Купелы
Архиепархия Купелы (лат. Archidioecesis Kupelaensis) — архиепархия Римско-Католической Церкви c центром в городе Купела, Буркина-Фасо. В митрополию Купелы входят епархии Дори, Кая, Тенкодого и Фада-Нгурма.

## История
20 февраля 1956 года Римский папа Пий XII учредил буллой Quo suavi епархию Купелы, выделив её из архиепархии Уагадугу. В 1969 и 1997 гг. епархия Купелы поделилась своей территорией с новыми епархиями Кая и Манга.
5 декабря 2000 года епархия Купелы была возведена в ранг архиепархии-митрополии.
11 февраля 2012 года архиепархия Купелы уступила часть территории новоучреждённой епархии Тенкодого.

## Ординарии архиепархии
- епископ Dieudonné Yougbaré (29.02.1956 — 1.06.1995);
- архиепископ Séraphin François Rouamba (1.06.1995 — 7.12.2019, в отставке);
- архиепископ Gabriel Sayaogo (7.12.2019 — по настоящее время).

## Источник
- Annuario Pontificio, Ватикан, 2007
- Булла Quo suavi', AAS 48 (1956), p. 557 Архивная копия от 27 марта 2010 на Wayback Machine  (лат.)